# Ибрагимов, Улугбек
Улугбек Ибрагимов (род. 26 марта 1975) — узбекский боксёр, представитель полулёгкой весовой категории. Выступал за сборную Узбекистана по боксу в середине 1990-х годов, победитель и призёр турниров международного значения, участник летних Олимпийских игр в Атланте.

## Биография
Родился 26 марта 1975 года. Проходил подготовку под руководством тренера Валерия Дмитриевича Овчаренко.
В 1995 году вошёл в основной состав узбекской национальной сборной, выступил на домашнем чемпионате Азии в Ташкенте и на чемпионате мира в Берлине — в обоих случаях дошёл до стадий четвертьфиналов полулёгкой весовой категории.
В 1996 году одержал победу на Кубке мэра в Себу, где в частности взял верх над будущим олимпийским чемпионом из Таиланда Сомлуком Камсингом. Благодаря этой победе удостоился права защищать честь страны на летних Олимпийских играх в Атланте — в категории до 57 кг благополучно прошёл первого соперника по турнирной сетке, тогда как во втором бою в 1/8 финала со счётом 4:8 потерпел поражение от Фалька Хусте и таким образом выбыл из борьбы за медали.